# Deleni (okręg Neamț)
Deleni – wieś w Rumunii, w okręgu Neamț, w gminie Ștefan cel Mare. W 2011 roku liczyła 14 mieszkańców.